# Pieschen-Nord/Trachenberge
Pieschen-Nord/Trachenberge mit Leipziger Vorstadt-Nordwest ist ein statistischer Stadtteil im Dresdner Stadtbezirk Pieschen. Er liegt nordwestlich des Stadtzentrums auf der Neustädter Elbseite.

## Gliederung
Zum statistischen Stadtteil gehören der Nordteil der Gemarkung Pieschen, fast die gesamte Gemarkung Trachenberge, der nordwestliche Teil der Leipziger Vorstadt, die innerhalb der Gemarkung Neustadt liegt, sowie kleine Teile der Gemarkung Hellerberge. Der Stadtteil ist in folgende sieben statistische Bezirke gegliedert:
- 251 Leipziger Vorstadt-Nordwest (Liststr.)
- 252 Pieschen-Nord (Riesaer Str.)
- 253 Pieschen-Nord (Hellerauer Str.)
- 254 Pieschen-Nord (Trachenberger Str.)
- 255 Pieschen-Nord (Rückertstr.)
- 256 Pieschen-Nord (Duckwitzstr.)
- 257 Trachenberge

## Lage
Der statistische Stadtteil Pieschen-Nord/Trachenberge ist im Norden von Hellerberge, im Westen von Trachau und Mickten, im Südwesten von Pieschen-Süd und im Süden und Osten von der Leipziger Vorstadt umgeben.
Die Grenzen des Stadtteils werden durch die Bahnstrecke Leipzig–Dresden, die Petrikirch-, Hansa- und Hellerhofstraße, die A 4 in Höhe der Anschlussstelle Wilder Mann und die Linie Bolivar-/Weixdorfer Straße gebildet. Damit liegt er zu einem Großteil im Elbtalkessel, zu einem sehr kleinen Teil aber auch bereits auf dem Hellerplateau, wo Pieschen-Nord/Trachenberge auch einen geringen Anteil an der Jungen Heide hat.

## Verkehr
Wichtigste Straßen des Stadtteils sind die B 170 sowie die Großenhainer Straße, eine Ein- und Ausfallstraße in Richtung Moritzburg. Sie wird von der Straßenbahnlinie 3 befahren. Die Straßenbahnlinie 13 verläuft dagegen über die Fritz-Reuter-Straße. Außerdem verkehren fünf Stadtbuslinien sowie weitere Buslinien der Verkehrsgesellschaft Meißen durch Pieschen-Nord/Trachenberge. Im Stadtteil liegen insgesamt 8 Straßenbahn- und 25 Bushaltestellen. An der südlichen Stadtteilgrenze befindet sich der S-Bahnhof Pieschen, über den Anschluss an die Linie S 1 besteht.
Im Betriebshof Trachenberge an der Trachenberger Straße in Pieschen-Nord haben die Dresdner Verkehrsbetriebe ihren Sitz.

## Weblink
- dresden.de: Statistik (PDF; 368 kB)